# روب إليس
روب إليس (بالإنجليزية: Rob Ellis)‏ هو لاعب كرة قاعدة أمريكي، ولد في 3 يوليو 1950 في غراند رابيدز في الولايات المتحدة.

## وصلات خارجية
- روب إليس على موقعبيزبول رفرنس.كوم (الدوري الرئيسي) (الإنجليزية)
- روب إليس على موقعبيزبول رفرنس.كوم (الدوري الثانوي) (الإنجليزية)